# خافي لوبيز
خافي لوبيز (بالإسبانية: Javier López Rodriguez)‏ (مواليد 21 يناير 1986 في أشونة - إسبانيا) لاعب كرة قدم إسباني يلعب حاليا لصالح نادي الدرجة الأولى إسبانيول الإسباني منذ 2007 في مركز الجناح الأيمن .

## روابط خارجية
- خافي لوبيز على موقع قاعدة بيانات كرة القدم.إي يو (الإنجليزية)
- خافي لوبيز على موقع Soccerbase.com (لاعب) (الإنجليزية)
- خافي لوبيز على موقع Soccerway.com (الإنجليزية)
- خافي لوبيز على موقع عالم كرة القدم.نت (الإنجليزية)
- خافي لوبيز على موقع AS.com (الإسبانية)